# Corgatha tana
Corgatha tana är en fjärilsart som beskrevs av Swinhoe 1900. Corgatha tana ingår i släktet Corgatha och familjen nattflyn. Inga underarter finns listade i Catalogue of Life.